# Ambroży (Nikiforidis)
Ambroży (gr. Μητροπολίτης Αμβρόσιος, imię świeckie Joannis Nikiforidis) (ur. 1952 w Dramie) – biskup Cerkwi Prawdziwych Prawosławnych Chrześcijan Hellady, od 2016 metropolita Filippi i Maronei.

## Życiorys
W 1976 otrzymał święcenia diakonatu, a w 1981 prezbiteratu.  Był wówczas proboszczem w parafii Trzech Świętych Hierarchów w Dramie. W 1996 otrzymał chirotonię biskupią. W 2016 został wybrany na metropolitę Filippi i Maronei.